# Blancanus (kráter)
Blancanus je měsíční impaktní kráter o průměru 105 km a hloubce 3700 m ležící v drsné jižní oblasti Měsíce, na jihozápad od valů pláně Clavius. Severozápadně leží srovnatelně velký kráter Scheiner a na jihozápad od kráteru Blancanus je zerodovaný kráter Klaproth .
Vnější okraj kráteru Blancanus je podstatně méně erodovaný než okraj kráteru Scheiner na severozápadě a okraj je stále poměrně dobře definovaný a má vnitřní strukturu teras. Dno je relativně ploché, ve středu je několik nízkých kopců. V jižní části dna kráteru je shluk malých kráterů.
Kráter Blancanus je pojmenován po jezuitském astronomovi a filozofovi Giuseppe Biancanim.